# Scaptia concolor
Scaptia concolor är en tvåvingeart som först beskrevs av Walker 1850.  Scaptia concolor ingår i släktet Scaptia och familjen bromsar. Inga underarter finns listade i Catalogue of Life.